# Gorkha
Gorkha é uma cidade do Nepal, local de nascimento do rei Prithvi Narayan Shah.